# روبتسوفسک
شهر روبتسوفسک (به روسی: Рубцовск) در کشور روسیه و در کرای آلتایی واقع شده‌است.